# 2 Korpus Powietrznodesantowy (ZSRR)
2 Korpus Powietrznodesantowy (ros. 2-й воздушно-десантный корпус)  – wyższy związek taktyczny Armii Czerwonej.
2 Korpus Powietrznodesantowy (2 KPD) utworzony został kwietniu 1941 w Charkowskim Okręgu Wojskowym, na bazie 46 Korpusu Strzeleckiego. W dniu 1 czerwca 1941 liczył 4200 żołnierzy, a do pełnej obsady etatowej brakowoło jeszcze około 6000 żołnierzy. Od 22 czerwca 1941 roku podlegał razem z 3 KPD dowódcy Frontu Południowo-Zachodniego. W czasie niemieckiego ataku na Związek Radziecki 2 KPD prowadził działania bojowe na Ukrainie, głównie w obronie Kijowa. Po wyjściu z okrążenia został wycofany w rejon Ordżonikidze z zamiarem przeformowania. W czasie prowadzonych działań początkowo podlegał 37 Armii, a od 20 sierpnia 1941 40 Armii. 

## Dowódcy korpusu
- gen. mjr Fiodor Michajłowicz Haritonow (do 09.09.1941)[4]

## Struktura organizacyjna
Skład 1 czerwca 1941:
- 2 Brygada Powietrznodesantowa
- 3 Brygada Powietrznodesantowa
- 4 Brygada Powietrznodesantowa